# Quesos de Asturias

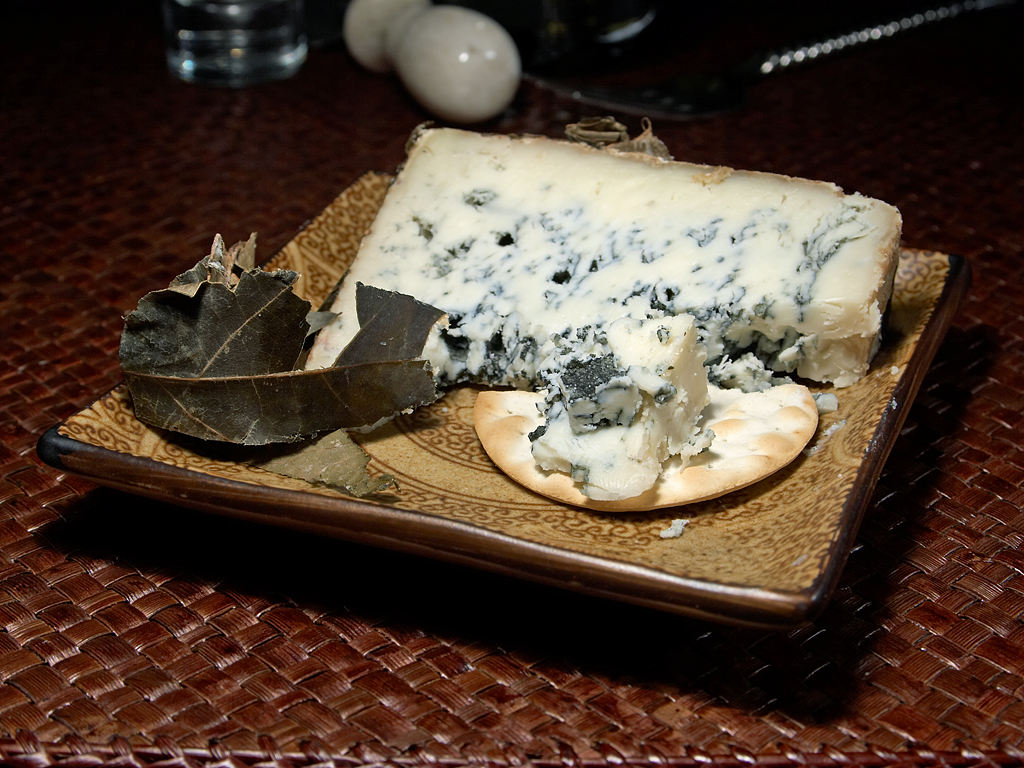
Cabrales.

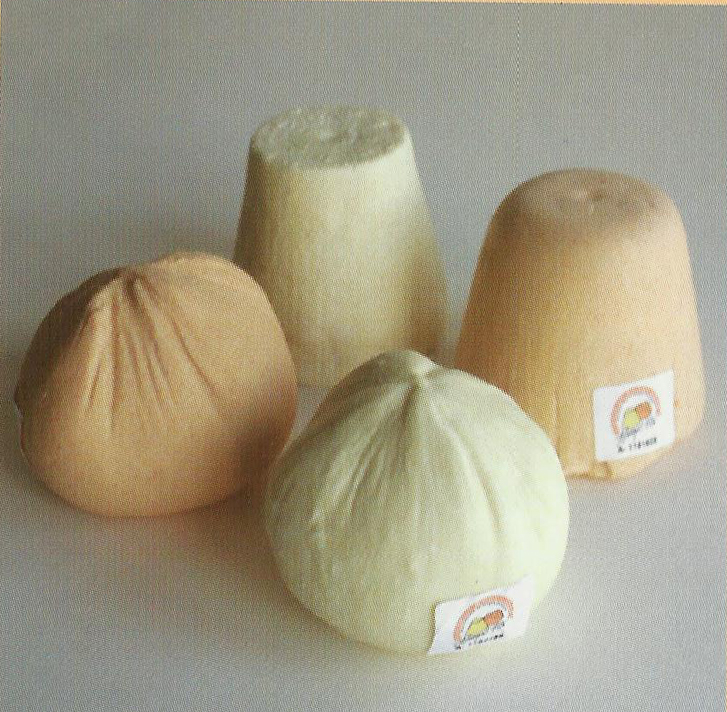
Afuega'l pitu.

Los quesos de Asturias son un elemento fundamental de la gastronomía asturiana. Se tienen testimonios de que en el ámbito rural la fabricación de quesos en otros tiempos era abundante y parte de la vida cotidiana. Esta era una producción familiar, resultado del exceso de producción lechera y destinada al consumo e incluso usada como medio de pago. Su comercialización se puede considerar más bien escasa. Ya Jovellanos en el siglo XVIII calificó los quesos asturianos como «muy ricos y regalados», asegurando que eran difíciles de comercializar, entre otras cosas, por los inconvenientes materiales para su conservación. 
Hay quien piensa que este último dato es fundamental para entender el porqué de ese ámbito familiar en la producción quesera del Principado, al suponer que el tipo de queso que se hacía en Asturias, al contrario que en otros lugares de Europa, era de difícil transporte y conservación (ya que no estaban hechos a partir de una pasta cocida y prensada que favoreciera tales menesteres). Sin embargo, la existencia de quesos de pasta blanda en otros países y zonas montañosas pone en cuestión este razonamiento; el queso de Cabrales es muy semejante al Roquefort, que desde la Edad Media se comercializó sin problemas en toda Europa. En realidad, la dificultad de la comercialización de los quesos tradicionales fue debida posiblemente a la situación de aislamiento geográfico y sobre todo cultural de la región, situación que en los años 20 llevó al fracaso de las iniciativas de renovación y mejora del queso de Cabrales para su comercialización nacional. Estas iniciativas, puestas en marcha por el Ministerio de Agricultura, a través de la Estación de Industrias y Derivados de la Leche en Arenas de Cabrales, no consiguieron hacer salir al queso de Cabrales de una producción artesanal y familiar, con una distribución fundamentalmente local. A mediados de los años 20, la Estación fue abandonada, y no hubo más iniciativas de desarrollo de los quesos asturianos hasta el último cuarto del siglo XX. Después de diversas iniciativas para la mejora de la higiene en queserías en la década de 1980, el reglamento de la denominación de origen protegida del queso de Cabrales se aprueba en 1981; el del queso de Gamoneu, en 2003; el reglamento del Afuega'l Pitu se aprueba en 2008, el del queso Casín, en 2011 y la Indicación Geográfica Protegida para el Queso Los Beyos a finales del 2013.
A principios del siglo XX la ganadería asturiana fue adquiriendo cada vez más importancia en la economía de la comunidad, llegando a aportar en la década de los años 20 más del 20% al total de la producción láctea de España, convirtiéndose de esta manera en la primera productora nacional. 
Más tarde, vería un retroceso debido al cambio de estructura socioeconómica, que motivó una crisis en el campo asturiano, llegando a perder ese puesto privilegiado como productora. Esto motivó que la artesanía del queso decayera rápidamente. El único que se mantuvo con una gran relevancia fue el queso de Cabrales.
En los últimos años del siglo XX, como consecuencia del Tratado de Maastrich y la existencia de cuotas lácteas, la cabaña ganadera asturiana desciende de manera considerable. A pesar de todo, parece que la elaboración artesana revive gracias a las distintas cooperativas, denominaciones de origen, y al renovado interés por la cultura popular. Así, ya no es sólo el Cabrales el que tiene una gran proyección incluso fuera de las fronteras asturianas, sino que otros como el Casín o el Afuega'l pitu cada día cobran más protagonismo.

## Variedades
Existen 42 variedades de quesos asturianos artesanos. De ellos cuatro tienen Denominación de origen protegida (Cabrales -desde 1981-, Gamonéu -desde 2003-, Afuega'l pitu -desde 2008- y Casín -desde 2011-) y uno Indicación geográfica protegida (Los Beyos -desde 2013-): 
| Tipo de leche   | Queso                      | Zona geográfica | Sello de calidad | Peculiaridades                                                                                     |
| --------------- | -------------------------- | --- | ---------------- | -------------------------------------------------------------------------------------------------- |
| Vaca            | Queso de Bota o de Vexiga  | Quirós | No               | Queso cremoso, de sabor fuerte y producción muy escasa. Se elabora en un odre de piel de oveja     |
| Vaca            | Queso Monje                | Peñamellera Baja | No               | Tiene las variedades Monje Picón, Monje Nata y Peñamellera La Casona                               |
| Vaca            | Queso de El Carballo       | Taramundi | No               | Tiene dos variedades: Con y sin nuez                                                               |
| Vaca            | Queso de Oscos             | Grandas de Salime | No               | |
| Vaca            | Queso de Abredo            | Coaña | No               | |
| Vaca            | Queso de Xenestoso         | Cangas del Narcea | No               | Su producción es ínfima ya que se está perdiendo                                                   |
| Vaca            | Queso del Valle del Narcea | Salas | No               | |
| Vaca            | Queso de Fuente            | Proaza, Teverga, Lena y Mieres | No               | De producción muy escasa, pero promocionado con unas jornadas anuales                              |
| Vaca            | Queso de Afuega'l pitu     | Salas, Grado, Pravia, Tineo, Belmonte de Miranda, Candamo, Cudillero, Las Regueras, Morcín, Muros del Nalón, Riosa, Santo Adriano, Soto del Barco y Valdés | D.O.P.           | Tiene las variedades atroncau blancu atroncao roxu, trapu blancu y trapu roxu                      |
| Vaca            | Queso de La Peral          | Illas | No               | Tiene las variedades atroncau blancu atroncao roxu, trapu blancu y trapu roxu                      |
| Vaca            | Queso Varé ecológico       | Siero | No               | Variedad de queso Varé                                                                             |
| Vaca            | Queso Ovín                 | Nava | No               | Variedad de vaca                                                                                   |
| Vaca            | Queso de Urbiés            | Mieres | No               | De producción muy escasa                                                                           |
| Vaca            | Queso Casín                | Caso, Sobrescobio y Piloña | D.O.P.           | |
| Vaca            | Queso de Los Beyos         | Ponga y Amieva | I.G.P.           | Variedad de vaca                                                                                   |
| Vaca            | Queso de Caxigón           | Cabrales | No               | |
| Vaca            | Queso de Canal de Ciercos  | Peñamellera Baja | No               | Se elabora también otra variedad de leche de oveja y cabra, solamente durante algunos meses al año |
| Vaca            | Queso Cueva de Llonín      | Peñamellera Alta | No               | |
| Vaca            | Queso de Miranda           | Avilés | No               | |
| Vaca            | Queso de Los Carriles      | Llanes | No               | |
| Vaca            | Queso de Piedra            | Llanes | No               | |
| Cabra           | Queso Monje Cabra          | Peñamellera Baja | No               | |
| Cabra           | Queso Varé                 | Siero | No               | |
| Cabra           | Queso Ovín                 | Nava | No               | Variedad de cabra                                                                                  |
| Cabra           | Queso de La Peña           | San Martín del Rey Aurelio | No               | |
| Cabra           | Queso de Collada           | Amieva | No               | Variedad de cabra                                                                                  |
| Cabra           | Queso de Los Beyos         | Ponga y Amieva | I.G.P.           | Variedad de cabra                                                                                  |
| Cabra           | Queso Cuevas del Mar       | Llanes | No               | |
| Cabra           | Queso de Peña Tú           | Llanes | No               | |
| Cabra           | Queso de Porrúa            | Llanes | No               | Variedad de cabra                                                                                  |
| Cabra           | Queso de La Chivita        | Peñamellera Baja | No               | Variedad de cabra                                                                                  |
| Cabra           | Queso de El Boxu           | Cangas de Onís | No               | |
| Cabra           | Queso Pregondón            | Amieva | No               | |
| Oveja           | Queso de Jalón             | Cangas del Narcea | No               | |
| Oveja           | Queso Ovín                 | Nava | No               | Variedad de oveja                                                                                  |
| Oveja           | Queso de Collada           | Amieva | No               | Variedad de oveja                                                                                  |
| Oveja           | Queso Oveyeru              | Amieva | No               | |
| Oveja           | Queso de Porrúa            | Llanes | No               | Variedad de oveja                                                                                  |
| Cabra           | Queso de Los Beyos         | Ponga y Amieva | I.G.P.           | Variedad de oveja                                                                                  |
| Oveja           | Queso Peralzola            | Illas | No               | |
| Mezcla de leche | Queso de Santa Cruz        | Cabrales | No               | Leche de vaca y oveja. Curado mediante ahumado                                                     |
| Mezcla de leche | Queso de Madelva           | Piloña | No               | Leche de vaca y oveja                                                                              |
| Mezcla de leche | Queso de Gamonéu           | Cangas de Onís y Onís | D.O.P            | Leche de vaca, oveja y cabra. Tiene dos variedades: puerto (escasísimo) y valle                    |
| Mezcla de leche | Queso de Cabrales          | Cabrales, Peñamellera Alta | D.O.P            | Leche de vaca, oveja y cabra                                                                       |
| Mezcla de leche | Queso de Urriellu          | Llanes | No               | Leche de vaca y cabra                                                                              |
| Mezcla de leche | Queso de Pría              | Llanes | No               | Leche de vaca y oveja                                                                              |
| Mezcla de leche | Queso de Vidiago           | Llanes | No               | Leche de vaca y cabra                                                                              |
| Mezcla de leche | Queso de Peñamellera       | Peñamellera Alta | No               | Leche de vaca, oveja y cabra                                                                       |
| Mezcla de leche | Queso de La Chivita        | Peñamellera Baja | No               | Leche de vaca y cabra                                                                              |
| Mezcla de leche | Queso Rozagás              | Llanes | No               | Leche de vaca, oveja y cabra                                                                       |
| Mezcla de leche | Queso de Arangas           | Cabrales | No               | Leche de vaca, oveja y cabra                                                                       |